# Чибисов, Андрей Александрович
Андре́й Алекса́ндрович Чи́бисов (род. 26 февраля 1993, Прокопьевск, Кемеровская область) — российский хоккеист, правый нападающий.

## Карьера
Начинал играть в хоккейной школе прокопьевского «Шахтёра». Оттуда перешёл в клуб ВХЛ «Рубин», где был замечен клубом КХЛ «Югра». На второй год выступления был обменян в «Ак Барс». 25 октября 2017 года «Ак Барс» обменял Чибисова в магнитогорский «Металлург» на Ярослава Косова. Во время игры за «Металлург», с 2018 по 2019 год, выступал в составе олимпийской сборной России.
2 июня 2019 года подписал контракт на один год с клубом НХЛ «Виннипег Джетс» на сумму 792,5 тысяч долларов. Сезон 2019/20 начал в фарм-клубе «Джетс», команде АХЛ «Манитоба Мус». 16 февраля 2020 года дебютировал в НХЛ в матче против «Чикаго Блэкхокс». В НХЛ ему удалось провести лишь два матча без набранных очков, при этом он отыграл 53 матча и заработал 25 (7+18) очков за клуб «Манитоба» в АХЛ.
4 августа 2020 года вернулся в «Металлург», подписав контракт на три года. 23 января 2022 года Чибисов был включён в список хоккеистов, которые представляли сборную России на зимних Олимпийских играх 2022 года. 1 мая 2023 года покинул «Металлург». 4 мая 2023 года перешёл в «Трактор», подписав однолетний контракт. За клуб Чибисов так и не провёл ни одного матча из-за проблем со здоровьем. В апреле 2024 года сообщалось, что Чибисов может завершить карьеру, однако его агент это опроверг.
11 августа 2024 года Чибисов перешёл в казахстанский «Арлан», подписав контракт до конца сезона 2024/25. 18 декабря 2024 года московский «Спартак» объявил о заключении просмотрового контракта с Чибисовым, он присоединился к тренировочному процессу в фарм-клубе «Спартака», воскресенском «Химике». 27 декабря 2024 года «Спартак» заключил с Чибисовым полноценный двусторонний контракт до 2026 года.

## Достижения
- Финалист Кубка Братины: 2014
- Бронзовый призёр КХЛ: 2016/17
- Финалист Кубка Гагарина: 2022
- Серебряный призёр Олимпийских игр: 2022

## Статистика
| Легенда | Легенда                    | Легенда | Легенда                   | Легенда | Легенда    |
| ------- | -------------------------- | ------- | ------------------------- | ------- | ---------- |
| И       | Количество проведённых игр | Штр     | Штрафное время            | +/−     | Плюс-минус |
| Г       | Голы                       | П       | Голевые передачи          | О       | Очки       |
| -       | Статистика неизвестна      | —       | Статистика не учитывалась |         |            |

## Награды
- Медаль ордена «За заслуги перед Отечеством» I степени (25 февраля 2022 года) — за высокие спортивные достижения, волю к победе, стойкость и целеустремлённость, проявленные на XXIIV Олимпийских зимних играх 2022 года в городе Пекине (Китайская Народная Республика)[17]